# Бі-Сі Лайонз

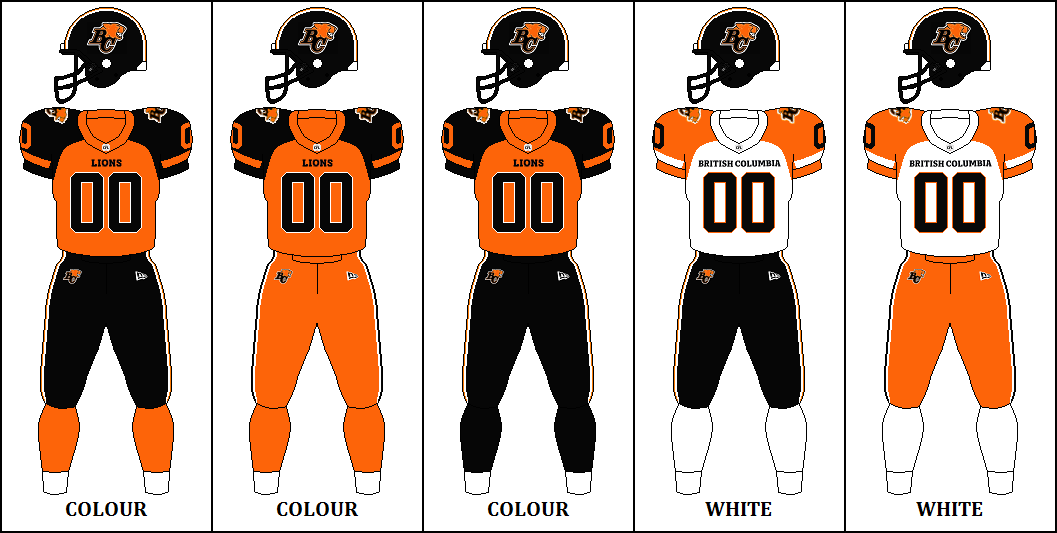
форма гравців BC Lions 2021

«Бі-Сі Ла́йонз» (англ. BC Lions), — професійна команда з канадського футболу, заснована у 1954 та розташована в місті Ванкувер у провінції Британська Колумбія. Команда є членом Західного Дивізіону, Канадської футбольної ліги.
Домашнім полем для «Лайонс» є Бі-Сі (ВС)-Плейс-стадіум.

## Статистика
Чемпіонат — Східний Дивізон 6 — 1987, 1990, 1992, 1993, 1994, і 2001
Чемпіонат — Західний Дивізон 10 — 1963, 1964, 1983, 1984, 1985, 1987, 1999, 2004, 2005, i 2006.
 Грали в Кубок Ґрея: 9 — 1963, 1964, 1983, 1985, 1988, 1994, 2000, 2004, і 2006.
 Перемоги Кубок Ґрея:: 5 — 1964, 1985, 1994, 2000, 2006